# Dekanat bogorodski
Dekanat bogorodski – jeden z 48 dekanatów eparchii moskiewskiej obwodowej Rosyjskiego Kościoła Prawosławnego. Obejmuje cerkwie położone w rejonie nogińskim obwodu moskiewskiego. Funkcjonuje w nim dziesięć cerkwi parafialnych miejskich, czternaście cerkwi parafialnych wiejskich, czternaście filialnych, dwadzieścia trzy kaplice, kaplica cmentarna, dwie cerkwie domowe i cerkiew-baptysterium.
Funkcję dziekana pełni protojerej Michaił Jałow.

## Cerkwie w dekanacie[1]
- Cerkiew Trójcy Świętej w Bałobanowie
- Cerkiew Objawienia Pańskiego w Bisierowie

Kaplica św. Jerzego w Bisierowie
- Cerkiew Zaśnięcia Matki Bożej w Bogosłowie

Kaplica Świętych Nowomęczenników i Wyznawców Rosyjskich w Bogosłowie
- Cerkiew Opieki Matki Bożej w Woskriesienskim

Cerkiew Wniebowstąpienia Pańskiego w Woskriesienskim
- Cerkiew Kazańskiej Ikony Matki Bożej w Iwanisowie

Kaplica Zmartwychwstania Pańskiego w Iwanisowie
Kaplica Cudu św. Michała Archanioła w Iwanisowie
- Cerkiew św. Jana Chrzciciela w Iwanowskim
- Cerkiew Trójcy Świętej w Iwaszewie
- Cerkiew Opieki Matki Bożej w Kudinowie

Cerkiew-baptysterium św. Jana Chrzciciela w Kudinowie
- Cerkiew św. Mikołaja w Makarowie

Kaplica Iwerskiej Ikony Matki Bożej w Makarowie
- Cerkiew św. Eliasza w Mamontowie

Kaplica proroka Eliasza w Mamontowie
Kaplica św. Mikołaja w Mamontowie
Kaplica św. Matrony Moskiewskiej w Mamontowie
- Cerkiew św. Sergiusza z Radoneża w Nowo-Siergijewie
- Sobór Objawienia Pańskiego w Nogińsku

Cerkiew św. Konstantyna Bogorodskiego w Nogińsku
Kaplica Kazańskiej Ikony Matki Bożej w Nogińsku
Cerkiew św. Łukasza (Wojno-Jasienieckiego) w Nogińsku
Cerkiew św. Tatiany Rzymianki w Nogińsku
Cerkiew św. Mikołaja w Nogińsku
Cerkiew domowa św. Włodzimierza w Nogińsku
Kaplica św. Mikołaja w Nogińsku
Kaplica Tichwińskiej Ikony Matki Bożej w Nogińsku
Kaplica św. Mikołaja w Nogińsku (druga)
- Cerkiew Zaśnięcia Matki Bożej w Nogińsku

Kaplica św. Jerzego w Nogińsku
Cerkiew św. Aleksandra Newskiego w Nogińsku
Cerkiew Włodzimierskiej Ikony Matki Bożej w Nogińsku
- Cerkiew św. Konstantyna Bogorodskiego w Nogińsku

Cerkiew św. Aleksandra Newskiego w Nogińsku
- Cerkiew Tichwińskiej Ikony Matki Bożej w Nogińsku

Kaplica św. Sergiusza z Radoneża w Nogińsku
Kaplica św. Mikołaja w Nogińsku
- Cerkiew św. Matrony Moskiewskiej w Nogińsku
- Cerkiew Smoleńskiej Ikony Matki Bożej w Nogińsku
- Cerkiew św. Aleksandra Newskiego w Nogińsku-9
- Cerkiew św. Piotra i Pawła w Obuchowie

Kaplica Kazańskiej Ikony Matki Bożej w Obuchowie
Kaplica św. Matrony Moskiewskiej w Obuchowie
- Cerkiew Trójcy Świętej w Starej Kupawnej

Kaplica św. Jerzego w Starej Kupawnej
Cerkiew św. Łukasza (Wojno-Jasienieckiego) w Starej Kupawnej
- Cerkiew Zaśnięcia Matki Bożej w Stromyniu

Kaplica cmentarna w Stromyniu
Kaplica św. Jerzego w Stromyniu
- Cerkiew Wniebowstąpienia Pańskiego w Elektrostali

Cerkiew św. Jana Kronsztadskiego w Elektrostali
Kaplica św. Michała Archanioła w Elektrostali
Cerkiew domowa Ikony Matki Bożej „Uzdrowicielka” w Elektrostali
Cerkiew św. Andrzeja Rublowa w Elektrostali
Kaplica św. Aleksandra Newskiego w Elektrostali
Cerkiew św. Pantelejmona w Elektrostali
- Cerkiew Trójcy Świętej w Elektrouglach

Cerkiew Kazańskiej Ikony Matki Bożej w Elektrouglach
Kaplica św. Aleksandra Newskiego w Elektrouglach
- Cerkiew Narodzenia Pańskiego w Jamkinie

Kaplica Kazańskiej Ikony Matki Bożej w Jamkinie